# برلمان سريلانكا
برلمان سريلانكا (بالإنجليزية: Parliament of Sri Lanka)‏ هو الهيئة التشريعية في سريلانكا، ويتكون من 225 مقعداً.